# Alvin Jones
Alvin Robert Lamar Jones III (Lussemburgo, 9 settembre 1978) è un ex cestista lussemburghese con cittadinanza statunitense, professionista nella NBA.

## Carriera
È stato selezionato dai Philadelphia 76ers al secondo giro del Draft NBA 2001 (57ª scelta assoluta).

## Palmarès
- Supercoppa tedesca: 1

Cologne 99ers: 2006